# Giovanni Riccardi
Giovanni Riccardi (Alessandria, 10 dicembre 1911 – 1980) è stato un calciatore e allenatore di calcio italiano.

## Carriera
Centrocampista della cosiddetta "scuola alessandrina", che negli anni venti e trenta plasmò mediani e ali di grande valore, giocò con la maglia grigia del sodalizio piemontese per sei stagioni, ottenendo un sesto posto in Serie A (esordì in un derby contro il Casale del 1930) nel 1931-32 e la finale di Coppa Italia 1935-36, nella quale realizzò il gol della bandiera nella sconfitta 1-5 dello Stadio Luigi Ferraris di Genova contro il Torino.
Tra i suoi pigmalioni sono da ricordare gli allenatori Franz Hänsel e Rudolf Soutschek, che intuirono il suo potenziale offensivo. Nel 1936 esordì in Nazionale B e, pochi mesi dopo, fu acquistato dall'ambiziosa Lazio, assieme ai compagni di squadra Milano e Busani per la cifra, allora enorme, di 400.000 lire.
In maglia biancoceleste, però, non entusiasmò come previsto; nonostante il secondo posto che la squadra ottenne al termine del campionato 1936-37, Riccardi nelle due stagioni successive subì la concorrenza di un altro centrocampista, Marchini, e venne utilizzato in misura minore dall'allenatore József Viola. Nel 1939 passò al Liguria di Adolfo Baloncieri, ma la stagione dei biancocerchiati, iniziata con l'abbandono dell'allenatore in contrasto con la dirigenza, si chiuse con la retrocessione. Riccardi passò dunque prima al Savona, in Serie B, con cui sfiorò la promozione in A nella stagione 1940-41, e poi al Verona, in C, prima di chiudere la carriera.